# Convento dei Cappuccini (Alatri)
Il convento dei Cappuccini di Alatri sorge sul colle San Pietro, nelle vicinanze del centro storico della città.

## Storia
Il colle su cui sorge il convento dei Padri Cappuccini di Alatri, detto "colle San Pietro", ospitava nell'antichità un tempio dedicato alla dea Bellona.
Nei primi secoli del cristianesimo sull'altura venne eretta una chiesa dedicata a san Pietro apostolo. Nel XIII secolo dalla piccola chiesa si sviluppò una comunità di monache benedettine. I cappuccini si insediarono nel monastero nel 1566, sottoponendolo presto a vari rifacimenti.

## Descrizione
Parte integrante del convento è la chiesa di San Pietro, costruita in stile tardorinascimentale ma totalmente ristrutturata nella seconda metà del Settecento. Presenta una semplice facciata, nel cui portale si può ammirare un affresco del XVI secolo raffigurante l'apostolo Pietro. L'interno, a navata unica, è reso solenne dal monumentale altare maggiore in legno di noce, costruito da padre Giovanni da Collepardo nel 1755, decorato al centro dalla luminosa pala dell’Immacolata Concezione con i santi Pietro, Sisto I, Francesco d'Assisi e Antonio da Padova, dipinta dal pittore alatrense Vincenzo Cerica. Anche i due quadri laterali, dipinti sulle ante di chiusura di due preziosi reliquiari nel 1890, raffiguranti santa Chiara d’Assisi e santa Veronica Giuliani, appartengono allo stesso autore. Le pareti laterali, invece, sono adornate da quattro grandi tele centinate, nelle quali appaiono dipinte le figure degli evangelisti con i rispettivi simboli, eseguite da un artista romano della cerchia del Reni nella seconda metà del XVII secolo. Alla scuola napoletana della prima metà del Seicento appartengono due pregevoli pitture come l’Addolorata e l’Ecce Homo.
Rispettivamente nella prima e nella terza cappella di destra trovano posto due tele settecentesche: la Madonna della Vittoria e la Vergine che porge il Bambino a san Felice da Cantalice.
Nella seicentesca sacrestia si possono osservare l'artistico altare della Madonna Immacolata e un bancone ligneo riccamente intagliato, eseguiti tra il 1754 e il 1757 da abili artisti locali. Nel coro ligneo dei frati, nel 1897 venne dipinto il San Francesco benedicente situato nello scomparto centrale del dorso ligneo, autore Vincenzo Cerica. Sulle pareti campeggiano le seicentesche tele raffiguranti il re Davide e santa Cecilia con un gruppo di cinque preziose miniature cinquecentesche su rame di autore ignoto. Negli ovali laterali si ammira il volto di san Francesco d’Assisi e un busto della Vergine; in quello centrale, il gruppo della Sacra Famiglia con san Francesco in adorazione.

## Il convento nella letteratura
Il convento è citato dalla scrittrice Luce d'Eramo in Io sono un'aliena: la D'Eramo narra alcune vicende della sua infanzia, trascorsa in parte ad Alatri nella casa della nonna materna situata nei pressi del convento, soffermandosi sulle processioni religiose a cui prendevano parte i frati cappuccini.